# La Faye
Pour les articles homonymes, voir Faye.
La Faye est une commune du Sud-Ouest de la France située dans le département de la Charente, en région Nouvelle-Aquitaine.
Ses habitants sont les Fagussiens et Fagussiennes.

## Géographie

### Localisation et accès
La commune de La Faye est située dans le Nord Charente, à 4 km à l'ouest de la ville de Ruffec et à 42 km au nord d'Angoulême.
Appartenant au canton de Villefagnan, elle est située à 5 km à l'est de Villefagnan. Elle est aussi à 58 km de Niort et 65 km de Poitiers.
La commune est traversée d'est en ouest par la D 740 entre Ruffec et Villefagnan. La D 180 et la D 182 relient le bourg aux communes voisines. La N 10 entre Angoulême et Poitiers est à 2,5 km à l'est du bourg.
La gare la plus proche est celle de Ruffec, desservie par des TER et TGV à destination d'Angoulême, Poitiers, Paris et Bordeaux. La ligne Paris - Bordeaux possède un tunnel dans la commune (le tunnel des Plans), un des trois du département.

### Hameaux et lieux-dits
De nombreux hameaux occupent la commune, comme les Loges et les Courdres au nord du bourg, Veillemorte et le Treuil à l'est, la Tachonnerie et les Plans au sud. Le bourg lui-même est composé de plusieurs hameaux satellites : les Peux, Peloquins, les Friquets, les Augereaux, les Caillers, et les Sept Portes. Chez Cartron est un lotissement de Ruffec débordant sur la commune.

### Communes limitrophes
| La Chèvrerie | Bernac   |        |
| Villefagnan  | La Faye  | Ruffec |
| Raix         | Courcôme |        |

### Géologie et relief
Géologiquement, la commune est dans le calcaire du Jurassique du Bassin aquitain, comme tout le Nord-Charente. Plus particulièrement, le Callovien occupe la surface communale,,.
Le relief de la commune est celui d'un plateau d'une altitude moyenne de 130 m assez plat. Le point culminant de la commune est à une altitude de 149 m, situé à l'extrémité sud. Le point le plus bas est à 104 m, situé sur la limite orientale près de la voie ferrée et aussi sur la limite au sud-est. Le bourg est à 127 m d'altitude.

### Hydrographie

#### Réseau hydrographique

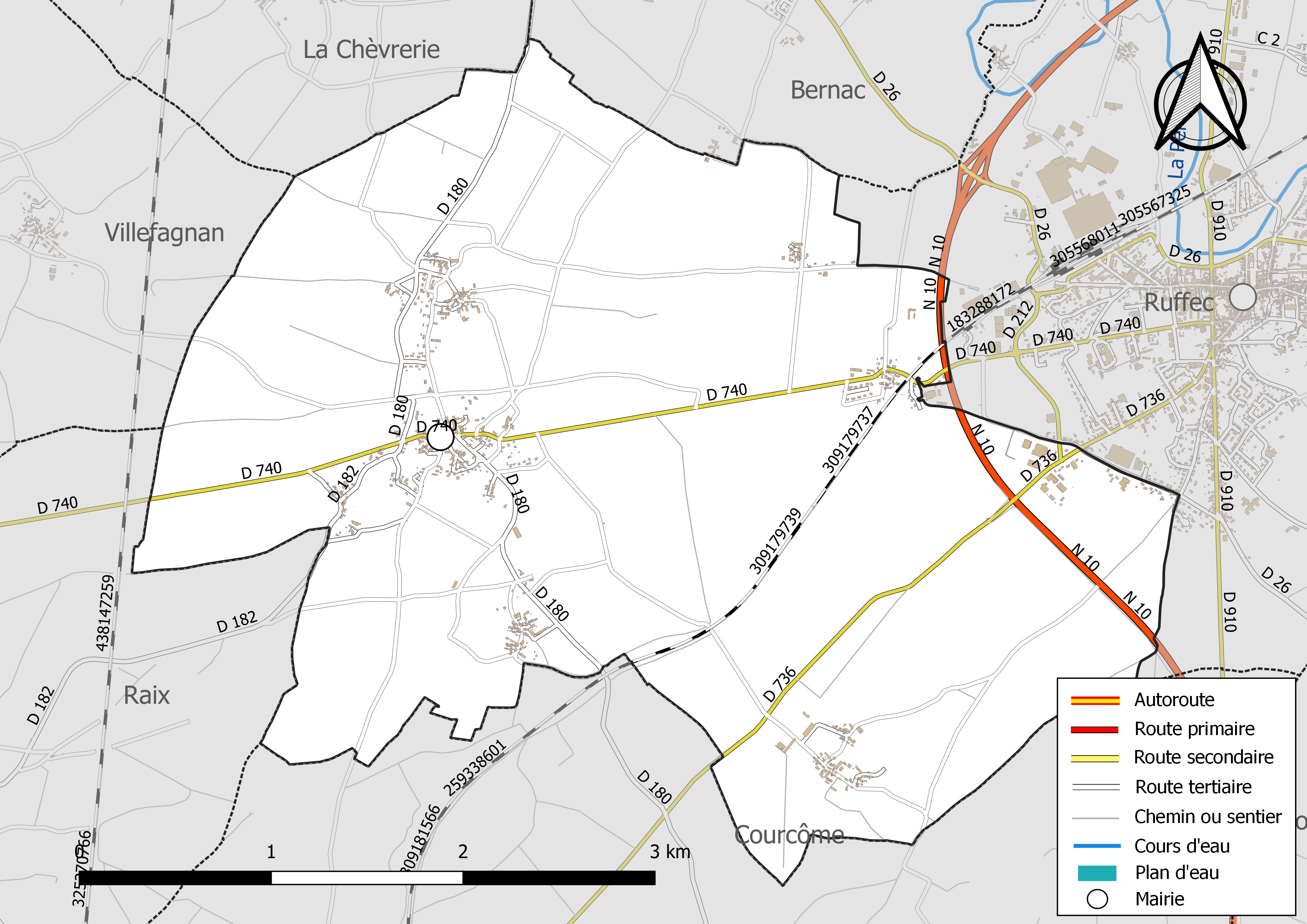
Réseaux hydrographique et routier de la Faye.

La commune est située dans le bassin versant de la Charente au sein  du Bassin Adour-Garonne. on trouve une petite ligne de partage des eaux entre Ruffec et Luxé marquée par le tunnel ferroviaire,. En raison de la nature karstique du sol, aucun cours d'eau ne traverse la commune,.

### Climat
Comme dans les trois quarts sud et ouest du département, le climat est océanique aquitain, légèrement dégradé au nord du département aux abords du seuil du Poitou.

## Urbanisme

### Typologie
Au 1er janvier 2024, La Faye est catégorisée commune rurale à habitat dispersé, selon la nouvelle grille communale de densité à 7 niveaux définie par l'Insee en 2022.
Elle est située hors unité urbaine. Par ailleurs la commune fait partie de l'aire d'attraction de Ruffec, dont elle est une commune de la couronne,. Cette aire, qui regroupe 30 communes, est catégorisée dans les aires de moins de 50 000 habitants,.

### Occupation des sols
L'occupation des sols de la commune, telle qu'elle ressort de la base de données européenne d’occupation biophysique des sols Corine Land Cover (CLC), est marquée par l'importance des territoires agricoles (87,8 % en 2018), en diminution par rapport à 1990 (89 %). La répartition détaillée en 2018 est la suivante : 
terres arables (79 %), zones agricoles hétérogènes (8,8 %), forêts (5,6 %), zones urbanisées (4,9 %), zones industrielles ou commerciales et réseaux de communication (1,8 %). L'évolution de l’occupation des sols de la commune et de ses infrastructures peut être observée sur les différentes représentations cartographiques du territoire : la carte de Cassini (XVIIIe siècle), la carte d'état-major (1820-1866) et les cartes ou photos aériennes de l'IGN pour la période actuelle (1950 à aujourd'hui).

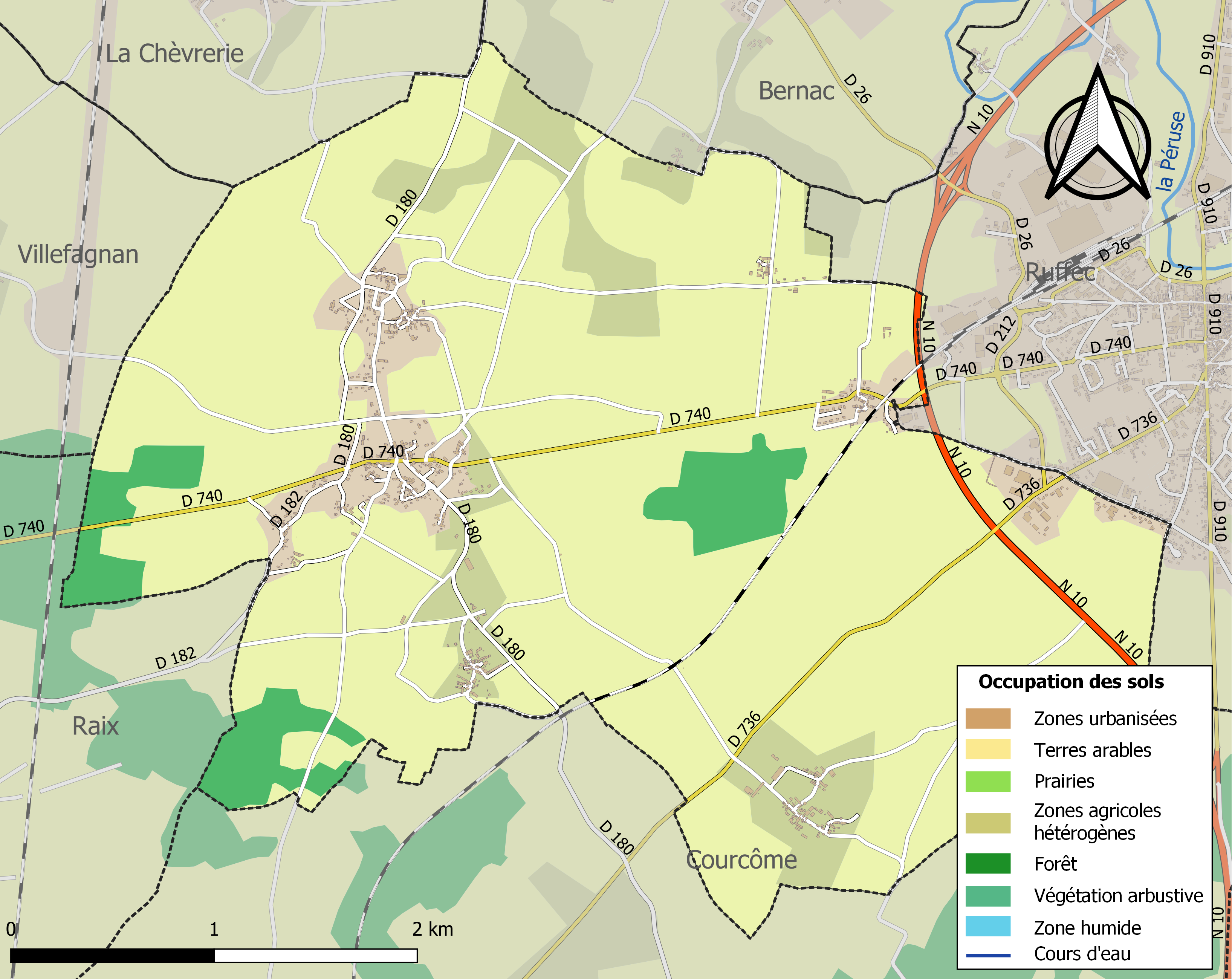
Carte des infrastructures et de l'occupation des sols de la commune en 2018 (CLC).

### Risques majeurs
Le territoire de la commune de La Faye est vulnérable à différents aléas naturels : météorologiques (tempête, orage, neige, grand froid, canicule ou sécheresse) et séisme (sismicité modérée). Il est également exposé à un risque technologique,  le transport de matières dangereuses. Un site publié par le BRGM permet d'évaluer simplement et rapidement les risques d'un bien localisé soit par son adresse soit par le numéro de sa parcelle.

#### Risques naturels

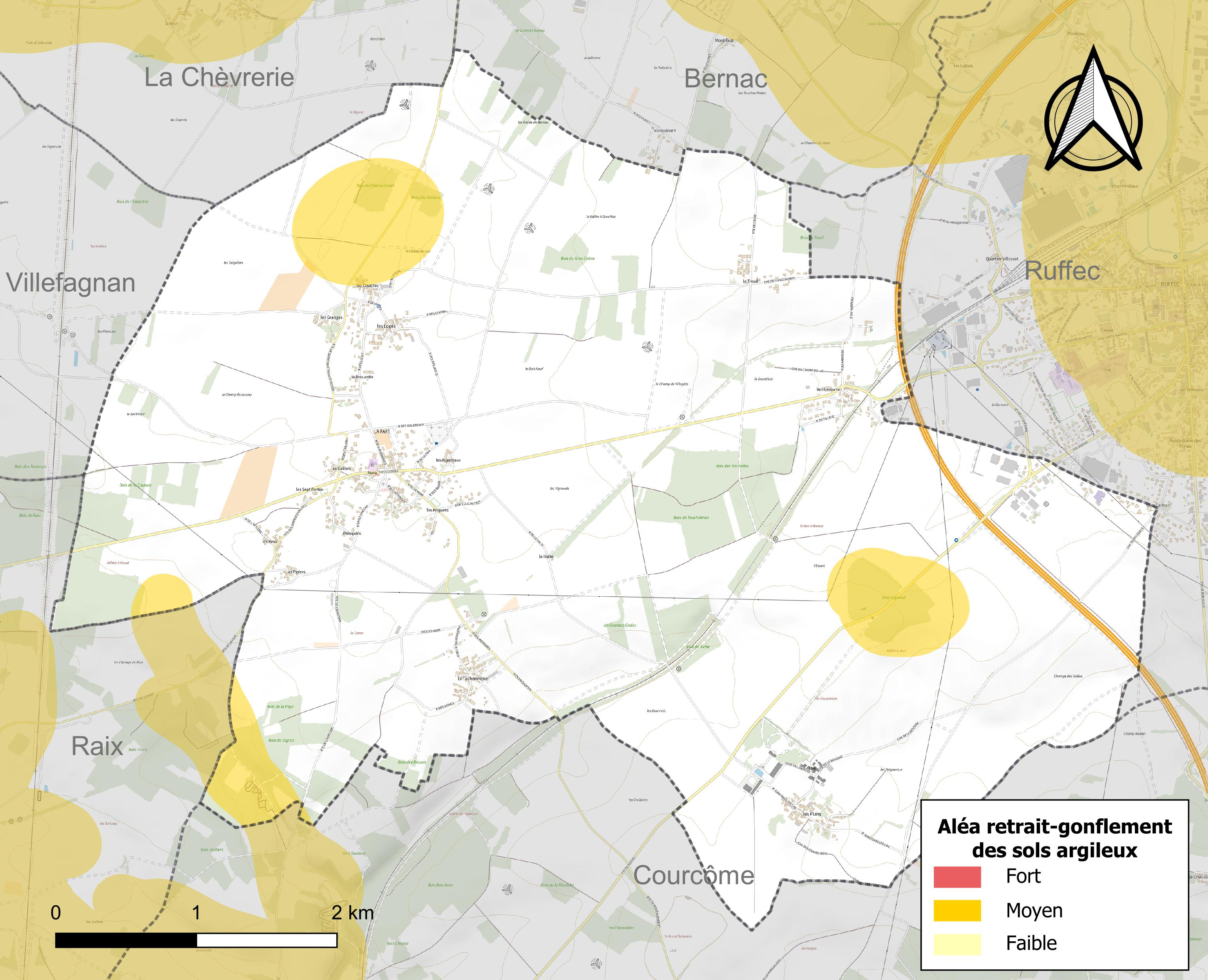
Carte des zones d'aléa retrait-gonflement des sols argileux de La Faye.

Le retrait-gonflement des sols argileux est susceptible d'engendrer des dommages importants aux bâtiments en cas d’alternance de périodes de sécheresse et de pluie. 6,4 % de la superficie communale est en aléa moyen ou fort (67,4 % au niveau départemental et 48,5 % au niveau national). Sur les 326 bâtiments dénombrés sur la commune en 2019,  1 sont en aléa moyen ou fort, soit 0 %, à comparer aux 81 % au niveau départemental et 54 % au niveau national. Une cartographie de l'exposition du territoire national au retrait gonflement des sols argileux est disponible sur le site du BRGM,.
Par ailleurs, afin de mieux appréhender le risque d’affaissement de terrain, l'inventaire national des cavités souterraines permet de localiser celles situées sur la commune.
La commune a été reconnue en état de catastrophe naturelle au titre des dommages causés par les inondations et coulées de boue survenues en 1982 et 1999. Concernant les mouvements de terrains, la commune a été reconnue en état de catastrophe naturelle au titre des dommages causés par des mouvements de terrain en 1999.

#### Risques technologiques
Le risque de transport de matières dangereuses sur la commune est lié à sa traversée par une ou des infrastructures routières ou ferroviaires importantes ou la présence d'une canalisation de transport d'hydrocarbures. Un accident se produisant sur de telles infrastructures est susceptible d’avoir des effets graves sur les biens, les personnes ou l'environnement, selon la nature du matériau transporté. Des dispositions d’urbanisme peuvent être préconisées en conséquence.

## Toponymie
Une forme ancienne est Faia au XIIIe siècle.
L'origine du nom de La Faye est latin fagea qui signifie hêtraie. La Faye, la Fayolle, les Fayolles sont des noms fréquents en Charente. Fagus, le hêtre, donne le gentilé des habitants.

## Histoire
La Faye a été très anciennement habitée et des photographies aériennes ont montré l'existence d'une villa gallo-romaine centrée autour d'une cour.
Les plus anciens registres paroissiaux remontent à 1611.
La Faye était autrefois le siège d'un prieuré qui dépendait de l'abbaye de Nanteuil. Au début du XXe siècle, les bâtiments du prieuré existaient encore en partie et sont devenus l'école de filles.
Pendant la première moitié du XXe siècle, la commune était traversée par trois lignes de chemin de fer : la ligne Paris-Bordeaux, la ligne de Ruffec à Roumazières (dont le tracé dans la commune a été repris en 1980 par la moitié sud de la déviation de la N 10 de Ruffec) et la ligne de Ruffec à Niort. La commune possédait une halte sur cette dernière ligne, près du bourg.

## Politique et administration

### Liste des maires
| Période                                  | Période          | Identité                    | Étiquette | Qualité                                                     |
| ---------------------------------------- | ---------------- | --------------------------- | --------- | ----------------------------------------------------------- |
| Les données manquantes sont à compléter. |                  |                             |           |                                                             |
| 1977                                     | 1997             | Henri Dindinaud (1922-2018) | PS        | Agriculteur Conseiller général de Villefagnan (1982 → 1988) |
| 1997                                     | 2008             | Jean-Claude Thomas          | PS        |                                                             |
| 2008                                     | 2016 (démission) | Albert Saint-Louis          | SE        | Chef d'entreprise (maçonnerie)                              |
| 2016                                     | 2025 (démission) | Éric Cornuaud               |           | Réélu pour le mandat 2020-2026                              |
| 2025                                     | En cours         | Jean-Claude Thomas          | PS        | Retraité                                                    |

En 2008 les élus de La Faye se sont fédérés à l'initiative des élus du Pays Ruffécois avec 17 communes du Nord Charente et 5 des Deux-Sèvres en une fédération qui demande des compensations aux nuisances que va leur apporter la LGV Sud Europe Atlantique.

### Politique environnementale
Dans son palmarès 2024, le Conseil national de villes et villages fleuris de France a attribué une fleur à la commune.

## Démographie

### Évolution démographique
L'évolution du nombre d'habitants est connue à travers les recensements de la population effectués dans la commune depuis 1793. Pour les communes de moins de 10 000 habitants, une enquête de recensement portant sur toute la population est réalisée tous les cinq ans, les populations de référence des années intermédiaires étant quant à elles estimées par interpolation ou extrapolation. Pour la commune, le premier recensement exhaustif entrant dans le cadre du nouveau dispositif a été réalisé en 2008.

En 2022, la commune comptait 595 habitants, en évolution de −3,41 % par rapport à 2016 (Charente : −0,48 %, France hors Mayotte : +2,11 %).
| 1793 | 1800 | 1806 | 1821 | 1831 | 1841 | 1846 | 1851 | 1856 |
| ---- | ---- | ---- | ---- | ---- | ---- | ---- | ---- | ---- |
| 824  | 890  | 770  | 916  | 921  | 993  | 864  | 815  | 797  |

| 1861 | 1866 | 1872 | 1876 | 1881 | 1886 | 1891 | 1896 | 1901 |
| ---- | ---- | ---- | ---- | ---- | ---- | ---- | ---- | ---- |
| 739  | 749  | 736  | 794  | 815  | 771  | 705  | 649  | 649  |

| 1906 | 1911 | 1921 | 1926 | 1931 | 1936 | 1946 | 1954 | 1962 |
| ---- | ---- | ---- | ---- | ---- | ---- | ---- | ---- | ---- |
| 645  | 662  | 623  | 635  | 616  | 583  | 518  | 581  | 582  |

| 1968 | 1975 | 1982 | 1990 | 1999 | 2006 | 2008 | 2013 | 2018 |
| ---- | ---- | ---- | ---- | ---- | ---- | ---- | ---- | ---- |
| 490  | 547  | 519  | 539  | 568  | 596  | 604  | 633  | 576  |

| 2022 | - | - | - | - | - | - | - | - |
| ---- | - | - | - | - | - | - | - | - |
| 595  | - | - | - | - | - | - | - | - |

### Pyramide des âges
La population de la commune est relativement âgée.
En 2018, le taux de personnes d'un âge inférieur à 30 ans s'élève à 25,4 %, soit en dessous de la moyenne départementale (30,2 %). À l'inverse, le taux de personnes d'âge supérieur à 60 ans est de 34,7 % la même année, alors qu'il est de 32,3 % au niveau départemental.
En 2018, la commune comptait 300 hommes pour 276 femmes, soit un taux de 52,08 % d'hommes, largement supérieur au taux départemental (48,41 %).
Les pyramides des âges de la commune et du département s'établissent comme suit.
| Hommes | Classe d’âge | Femmes |
| ------ | ------------ | ------ |
| 1,0    | 90 ou +      | 2,2    |
| 9,3    | 75-89 ans    | 11,2   |
| 21,3   | 60-74 ans    | 24,6   |
| 24,7   | 45-59 ans    | 23,9   |
| 15,0   | 30-44 ans    | 16,3   |
| 13,7   | 15-29 ans    | 8,7    |
| 15,0   | 0-14 ans     | 13,0   |

| Hommes | Classe d’âge | Femmes |
| ------ | ------------ | ------ |
| 1      | 90 ou +      | 2,7    |
| 9,2    | 75-89 ans    | 12     |
| 20,6   | 60-74 ans    | 21,3   |
| 20,7   | 45-59 ans    | 20,3   |
| 16,8   | 30-44 ans    | 16     |
| 15,6   | 15-29 ans    | 13,4   |
| 16,1   | 0-14 ans     | 14,3   |

## Équipements, services et vie locale

### Enseignement
L'école est un RPI entre Charmé, Courcôme et La Faye.
Le RPI les P'tits Loups comporte deux classes maternelles à Courcôme. Deux classes de primaire sont à La Faye puis les élèves poursuivent leur scolarité à Charmé. Le secteur du collège est Ruffec.

## Lieux et monuments

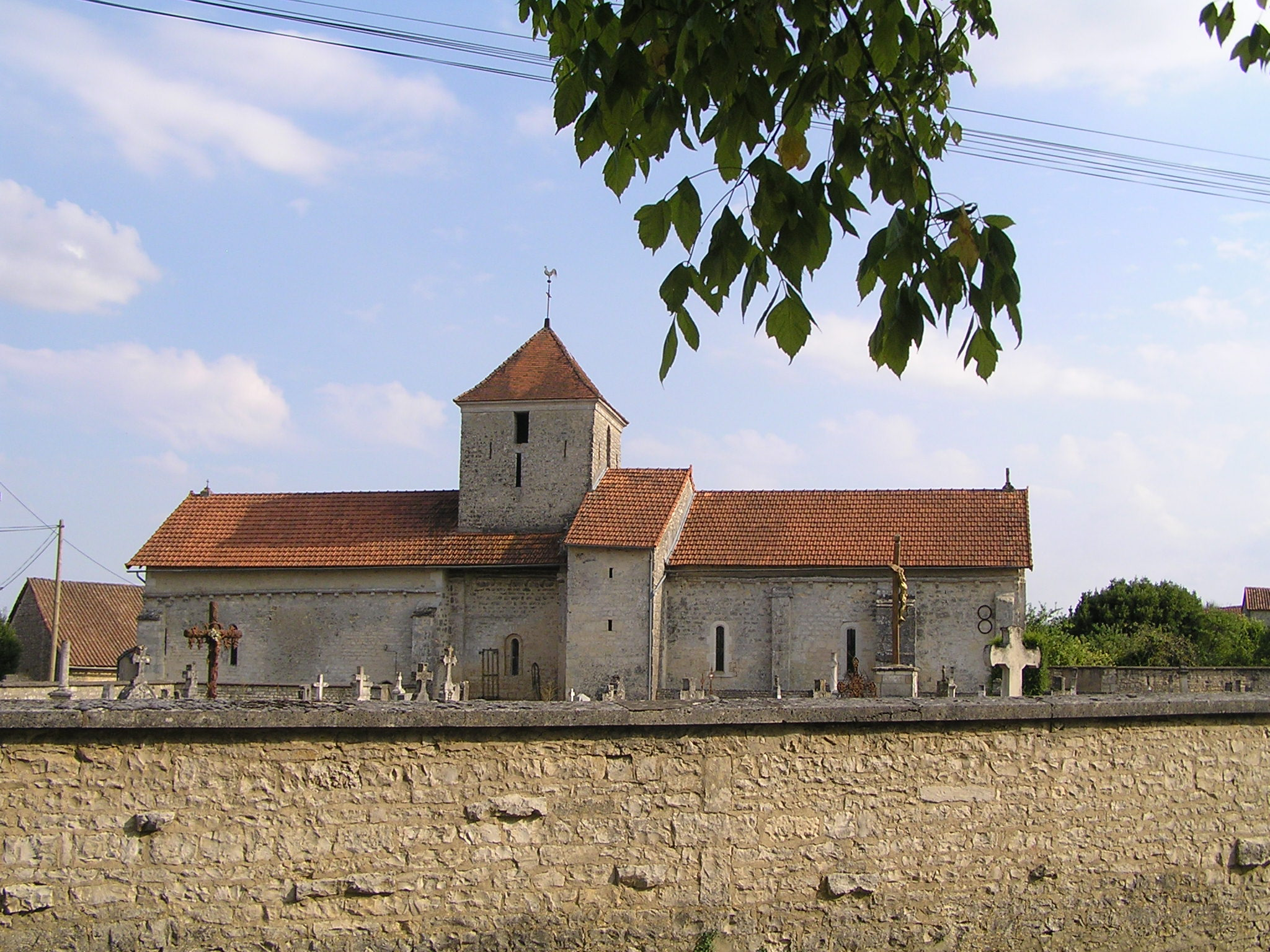
Église au centre du cimetière.

- Église Saint Vincent, restaurée au XIXe siècle, seule la nef date du XIIe siècle[34]
- Ancien cimetière jouxtant l'église et nouveau cimetière circulaire[35]
- Domaine des Plans
- Le vieux manoir est formé d'un corps de logis flanqué d'une tour ronde à couverture pointue couverte de tuiles.
- Le château moderne date du Second Empire[36].
- Four à pain communal restauré et opérationnel depuis 2019[37]

## Personnalités liées à la commune
- Jean-Élie Leriget de la Faye, militaire, frère aîné de Jean-François Leriget de La Faye.
- Jean-François Leriget de La Faye, diplomate et poète, descendant des seigneurs du bourg sous l'Ancien régime[38].

- Le Médecin général inspecteur Célestin Sieur est né aux Plans de La Faye.